# Adephaga

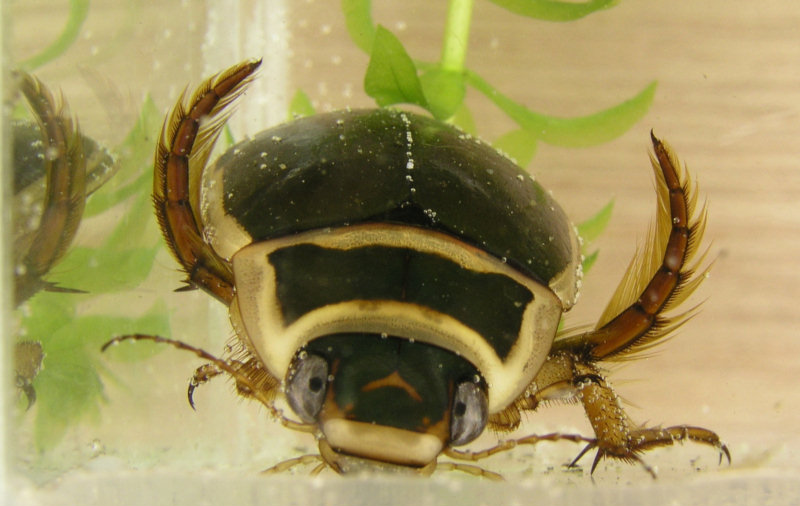
Männlicher Gelbrandkäfer (Dytiscus marginalis) von vorne.

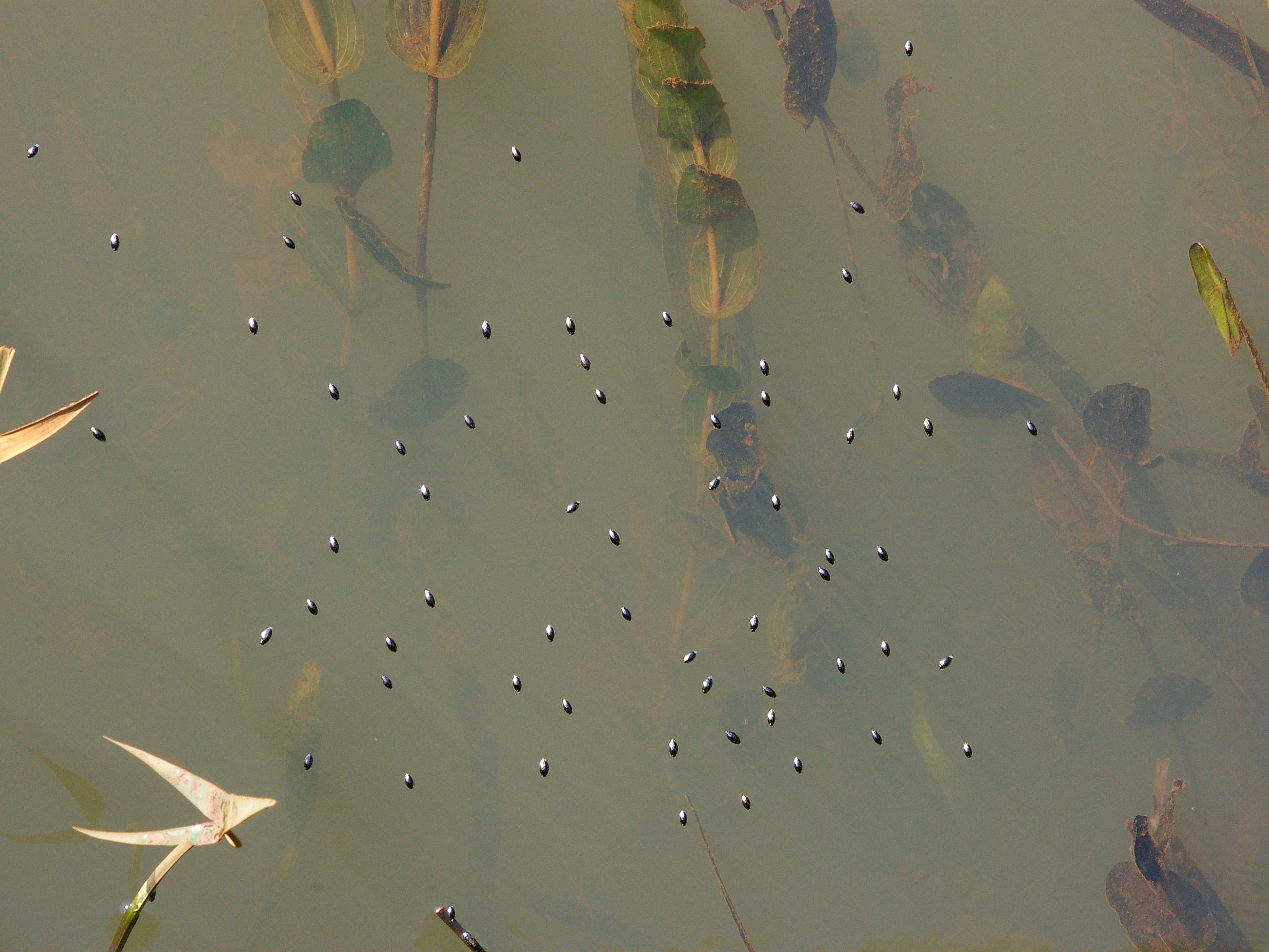
Eine Gruppe Taumelkäfer auf der Oberfläche eines kleinen Kanales.

Die Adephaga stellen neben den Polyphaga die zweitgrößte Unterordnung der Käfer (Coleoptera) dar. Die Gruppe umfasst etwa 34.000 Arten, wobei drei Familien am Boden und die übrigen acht Familien entweder im Wasser oder am Wasser leben. Es handelt sich dabei in erster Linie um Arten, bei denen sowohl die Imagines, als auch die Larven räuberisch leben. Zwei der Familien, die Aspidytidae und die Meruidae wurden erst 2002 bzw. 2005 erstbeschrieben. Die Monophylie der Unterordnung ist unbezweifelt und durch abgeleitete Merkmale sowohl der Larven, als auch der Imagines gut begründet.

## Merkmale
Die Autapomorphien, die die Gruppe von den übrigen Käfern unterscheiden, sind bei den Imagines die zweisegmentige, palpenartige Galea, das Mentum mit abgerundeten seitlichen Loben, ein ventrales Gelenk an den Hüften (Coxen) der Vorderbeine, sehr unbewegliche, vergrößerte Hüften der Hinterbeine, die das zweite Hinterleibssternit vollständig teilen, die verwachsenen Sternite am zweiten bis vierten Hinterleibssegment und Verteidigungsdrüsen am Pygidium. Bei den Larven sind die Autapomorphien eine Anpassung an die räuberische Lebensweise. Ihr Kopf hat nach vorne gerichtete Mundwerkzeuge, die Gula (das mediale Sklerit am Hals) ist zu einer schmalen, langgestreckten medianen Naht verändert, das Labrum ist mit der Stirnplatte (Clypeus) verwachsen, den Mandibeln fehlt die Schneidefläche (Mola) und die Prostheca, eine geschlossene prepharyngeale Röhre ist vorhanden und die Verdauung findet extraintestinal statt.
Plesiomorphe Merkmale bei den Imagines sind die elfgliedrigen, fadenförmigen Fühler, die Mandibeln, denen die Mola fehlt, die fünfgliedrigen Tarsen, die frei liegenden Propleura mit freiem Trochantin, Flügel (Alae) mit Oblongum und vier freie Malpighische Gefäße. Bei den Larven sind es vermutlich die viergliedrigen Fühler, die sechsgliedrigen Beine und die gelenkigen Urogomphi.

## Taxonomie und Systematik
Man nahm an, dass die Adephaga im Schwesternverhältnis zu den Myxophaga und Polyphaga stehen, neueste Erkenntnisse lassen aber darauf schließen, dass die Adephaga mit den Polyphaga näher verwandt sind.
Die verwandtschaftliche Stellung innerhalb der Adephaga ist noch nicht vollständig geklärt. Ein Ansatz geht davon aus, dass die aquatisch lebenden Familien ein Monophylum, die Hydradephaga bilden, welches mit den verbleibenden Familien, die zu den Geadephaga zählen, verwandt ist. Dies wurde auch durch eine Untersuchung von rDNA-Sequenzen von 39 Taxa der Adephaga und 13 weiteren Taxa bestätigt, wenngleich das Ergebnis keine gut belastbare Begründung lieferte. Ein anderer Ansatz geht davon aus, dass die Taumelkäfer (Gyrinidae) in einem Schwesterverhältnis zu den übrigen Adephaga stehen. Dies wird durch eine Reihe von Synapomorphien der verbleibenden Familien gestützt. Unklar ist außerdem die verwandtschaftliche Stellung der Wassertreter (Haliplidae), die weder anhand von morphologischen Merkmalen, noch anhand molekulargenetischer Untersuchungen befriedigend aufgezeigt werden konnte. Diese Familie könnte in einem Schwesterverhältnis zu einem Taxon, welches die Carabidae, Rhysodidae, Trachypachidae und Dytiscoidea umfasst, stehen. Dieser Ansatz ist jedoch nicht gut begründet. Eine Alternative dazu ist die Vermutung, dass die Wassertreter eine Schwestergruppe der Dytiscoidea sind. Die Aspidytidae sind Teil der Dytiscoidea und stehen möglicherweise in einem Schwesterverhältnis zu einem Taxon, welches die Dytiscidae und Hygrobiidae umfasst. Die Monophylie der Trachypachidae, Rhysodidae und Carabidae konnte in mehreren Untersuchungen bestätigt werden, wohingegen die Gruppe der Geadephaga als paraphyletisch betrachtet wurde. Die Stellung der Trachypachidae ist bisher jedoch unklar, da es Untersuchungen gibt, die diese Familie den basalen Hydradephaga zurechnet, wohingegen andere sie den Geadephaga zuzählen.
Die Unterordnung enthält folgende Familien:
- Aspidytidae Ribera et al., 2002
- Feuchtkäfer (Hygrobiidae Regimbart, 1878)
- Forellenbachkäfer (Amphizoidae LeConte, 1853)
- Laufkäfer (Carabidae Latreille, 1802)
- Meruidae Spangler & Steiner, 2005
- Runzelkäfer (Rhysodidae Laporte, 1840)
- Schwimmkäfer (Dytiscidae Leach, 1815)
- Taumelkäfer (Gyrinidae Latreille, 1810)
- Trachypachidae C. G. Thomson, 1860
- Uferfeuchtkäfer (Noteridae C. G. Thomson, 1860)
- Wassertreter (Haliplidae Aubé, 1836)

## Belege